# Hiéroglyphe égyptien F24
La patte antérieur de bovin tournée vers la droite, en hiéroglyphes égyptiens, est classifiée dans la section F « Parties de mammifères » de la liste de Gardiner ; cet hiéroglyphe y est noté F24.

## Représentation
Il représente une patte antérieur de bovin (Bos taurus) orientée vers la droite. Il est translittéré ḫpš.

## Utilisation
| F23 |

| F23 |

| x · p | S · F23 | A24 |

| x · p | S · F23 | A24 |

| z · U21 | p · t | F24 · F24 · F24 |

| z · U21 | p · t | F24 · F24 · F24 |